# Klemus Bjarnason
Klemus Bjarnason, död 1692, var den sista person som dömdes till döden för häxeri på Island. Han dömdes till döden år 1690, men enligt en ny dansk förordning förvisades han då till Danmark, där han dog i Köpenhamn. 